# Marina Hülsen
Die Marina Hülsen ist eine Marina am Südufer der Schlei in der schleswigschen Landschaft Schwansen im nördlichen Schleswig-Holstein. Die Marina liegt auf dem Gebiet des Ortes Bohnert, der zur Gemeinde Kosel gehört.

## Geschichte
Hülsen (dän. Hylsen) ist eine frühere Kätnerstelle, die Flurbezeichnung (Hülse) weist auf Stechpalmen, vermutlich hat es hier früher einen Hülsenhain gegeben.
2006 wurde am „Hof Hülsen“ ein renovierungsbedürftiger Hafen und ein Campingplatz von neuen Eigentümern übernommen. Diese planten die Instandsetzung des Hafens sowie auf dem Campingplatz die Anlage eines Feriendorfes in der Nähe des Schleiufers. 2009 entstanden die ersten Häuser, die 2010 bezogen werden konnten.
2011 begann die Sanierung des Hafens, wobei von einer Mole geschützte Liegeplätze entstanden. Ein Schwimmsteg bietet weitere Anlegemöglichkeiten. Den Hafen können Boote bis zu einer Länge von 13 Metern und einer Breite von 4 Metern anlaufen, die Wassertiefe beträgt zwischen 1,50 m und 3,50 m. Im Hafen sind 60 Liegeplätze vorhanden.
Zur Versorgung der Segler wurde ein Hafencafé errichtet.

## Bilder

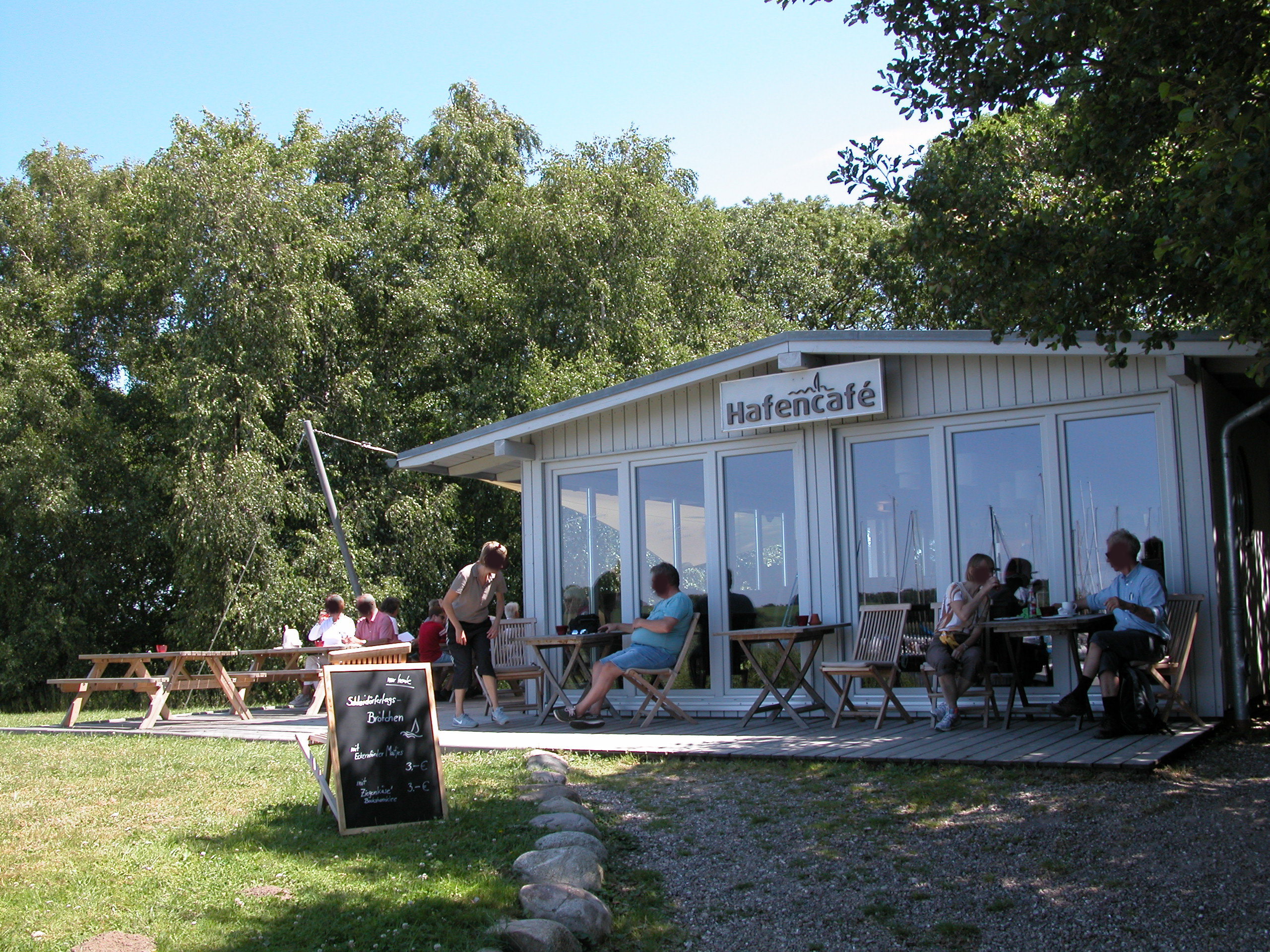
Hafencafé
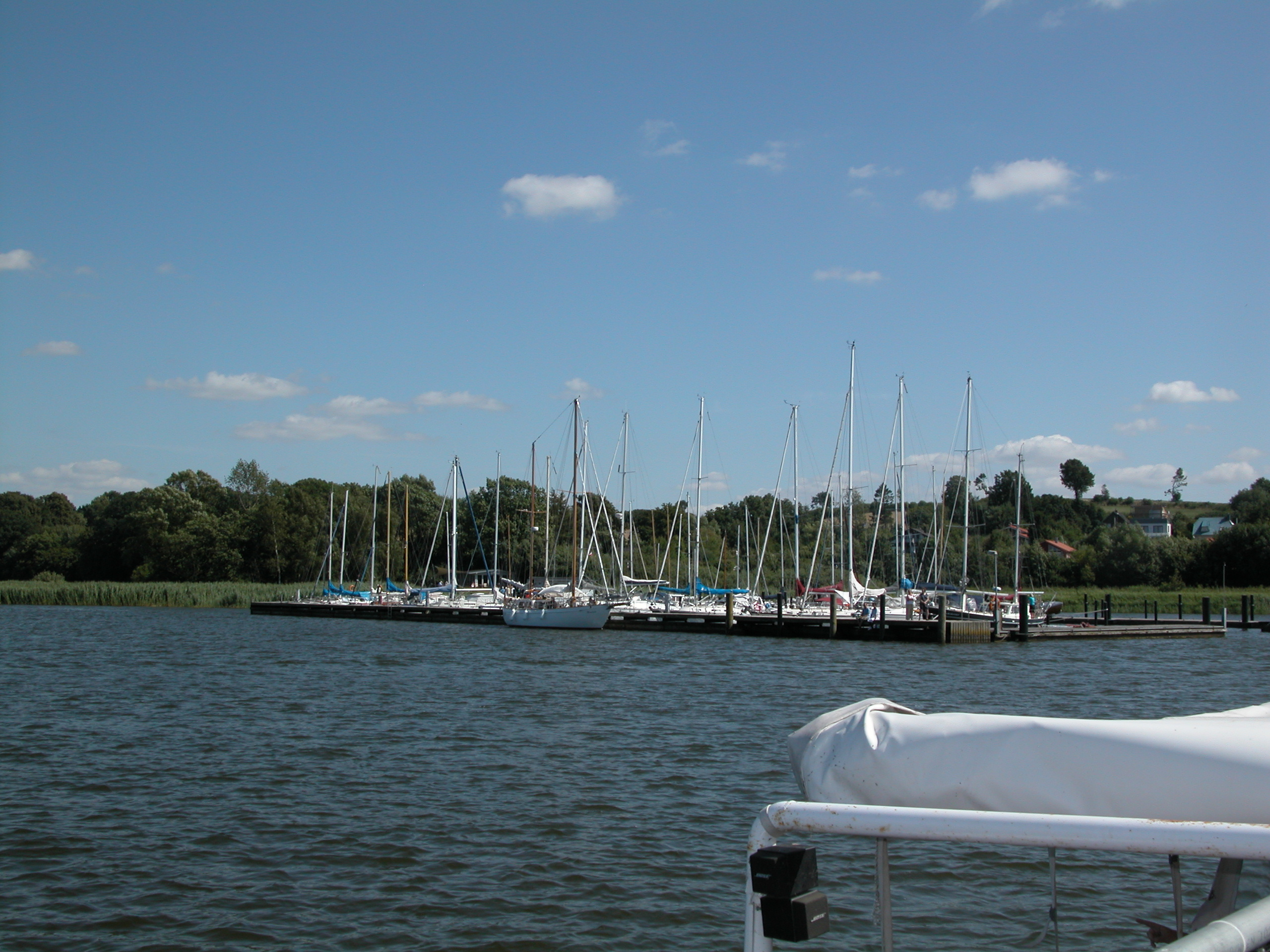
Die Marina von der Wasserseite